# NGC 32
NGC 32는 페가수스자리 방향에 위치한 성군이다. 